# Äspered
Äspered è un'area urbana della Svezia situata nel comune di Borås, contea di Västra Götaland.
La popolazione rilevata nel censimento 2010 era di 287 abitanti .